# Universitatea Paris-Saclay
Universitatea Paris-Saclay (în franceză Université Paris-Saclay) este o universitate publică franceză fondată în 2014 și situat în Saclay.